# Método de Warder
Método de Warder é um método de titulação de soluções contendo misturas de hidróxido de sódio (NaOH) e carbonato de sódio (Na2CO3). Hidróxido de sódio, tanto sólido como dissolvido reage facilmente com o dióxido de carbono atmosférico, produzindo carbonato de sódio, que torna-se um contaminante, perturbando a determinação quantitativa.
A determinação por titulação contra um ácido forte de misturas de hidróxido e carbonatos de sódio (assim como, por similaridade, de outros metais alcalinos) não é um problema, embora a presença de dióxido de carbono no meio possa tornar a detecção do ponto final um pouco mais complicada. Os carbonatos presentes na solução podem ser determinados por método gravimétrico, através da precipitação de carbonato de bário, com elevada precisão, mas mesmo com resultados menos precisos mas suficientes, o método é rápido e simples.

## Princípios do método
Deve-se considerar como exemplo uma solução contendo 0,1 mol por litro (solução 0,1 M) de hidróxido de sódio e também 0,1 mol por litro de carbonato de sódio, ser titulada com solução de ácido clorídrico, um ácido forte, e conhecendo-se sua curva de titulação. 
Esta solução contém três bases, o íon OH-, CO32- e HCO3--. 
Diferenças entre suas ionizações são grandes o suficiente então haverá três pontos de inflexão da curva de titulação. A primeira inflexão, a pH 11,3 , é pouco visível e com certeza não pode ser detectada através de indicadores de pH. A segundo e a terceira são mais visíveis. Mesmo que as partes íngremes da curva sejam relativamente curtas, o que acontecem nas áreas onde dois indicadores de pH entre os mais usuais (como a fenolftaleína e o alaranjado de metila) mudam suas colorações em solução. Além disso, no pH baixo a fenolftaleína é incolor, o que torna a detecção de mudança de coloração com alaranjado de metila mais fácil. 
O princípio químico do método é saber-se o que é titulado nestes pontos extremos. 
Obviamente, é a base mais forte a mais fácil de reagir com o ácido. Das três bases presentes, NaOH é a mais forte, por isso vai ser neutralizada primeiro. A próxima base é a CO32-, tendo pKa2=10,25, pKb1=3,5. Quando todo CO32- é convertido a HCO3--, o pH da solução é aproximadamente (pKa1+pKa2)/2=(6,37+10,25)/2=8,31. O pH na qual a fenolftaleína inicia ou cessa sua visibilidade é 8,2 , então se titularmos a solução até a cor desaparecer, podemos ter certeza de ficarmos com solução de HCO3--. Isto significa que após adicionarmos V1 mL do titulante nós teremos titulado a soma de hidróxido de sódio e carbonato de sódio:
NaOH + HCl → NaCl + H2O
Na2CO3 + HCl → NaCl + NaHCO3
A solução contém agora somente uma base, HCO3--. Uma vez que é protonada, ficaremos com solução de ácido carbônico, com pH em torno de 4,0 . Este valor é próximo do pH no qual o alaranjado de metila inicia sua mudança de cor (quando aproxima-se pelo lado mais alto do pH), o qual é usualmente referenciado como sendo 4,4. A reação que toma lugar durante esta segunda etapa da titulação é:
NaHCO3 + HCl → NaCl + H2O + CO2
Onde obviamente a quantidade de titulante adicionada (V2-V1) reflete somente a quantidade de carbonato. Por sua vez significa que para calcular o montante de hidróxido de sódio, devemos usar V1-(V2-V1) = 2V1-V2 como um volume de titulação.
O método de Warder propícia melhores resultados quando a quantidade de carbonato de sódio pe substancialmente maior que a quantidade de hidróxido de sódio.
Para evitar-se perda de dióxido de carbono da solução deve-se realizar a titulação a frio, mantendo sua temperatura baixa e evitando-se agitação.

## Reações químicas
Existem três reações que ocorrem durante a titulação:
A neutralização do hidróxido com o ácido produzindo cloreto;
NaOH + HCl → NaCl + H2O
A reação do carbonato com o ácido produzindo cloreto e bicarbonato;
Na2CO3 + HCl → NaCl + NaHCO3
A reação do bicarbonato com o ácido produzindo cloreto, água e liberando dióxido de carbono;
NaHCO3 + HCl → NaCl + H2O + CO2
Que totalizam duas reações globais:
NaOH + HCl → NaCl + H2O
E
Na2CO3 + 2 HCl → 2 NaCl + H2O + CO2

## Tamanho da amostra
Quando é usada uma solução titulante de ácido clorídrico a 0,2 M é titulada uma alíquota que seja de 0,20 a 0,25 g, com conteúdo de 0,04 a 0,07 g de carbonato.

## Detecção do ponto final
Como discutido acima, detectam-se dois pontos finais - um primeiro usando-se como indicador fenolftaleína, um segundo usando-se o alaranjado de metilo. No primeiro caso se titula até a solução perder sua coloração rosa, no segundo, a primeira mudança de cor.

## Soluções utilizadas
Para efetuar a titulação usam-se soluções titulantes a 0,2 M ou 0,1 M de ácido clorídrico, como indicadores a fenolftaleína & alaranjado de metilo, e uma certa quantidade de água destilada para diluir a amostra.